# Luis Guevara Mora
Luis Ricardo Guevara Mora (San Salvador, 2 de septiembre de 1961) es un exfutbolista salvadoreño. Ocupaba la posición de guardameta y participó con la selección  nacional de su país en la Copa Mundial de Fútbol de 1982.

## Trayectoria

### Inicios
En sus años de adolescencia, Guevara Mora practicaba el béisbol, así como el baloncesto, deporte que ocupaba su atención y con el que obtuvo algunos títulos colegiales. Sin embargo, se involucró en el fútbol debido a que ciertas personas, entre las que se encontraba Raúl Alfredo Magaña, andaban en la búsqueda de un portero. De hecho, Magaña, que también había tenido una notable carrera en esa posición, se convirtió en su mentor y le entrenaba sobre la base de los desplazamientos de un beisbolista para agarrar el balón.
No pasaría mucho tiempo para que el joven fuera incentivado a ingresar a la Liga Mayor de El Salvador, a pesar de su corta edad que para entonces rondaba los catorce años. Para 1978 debutó con el club Platense de Zacatecoluca, y también fue convocado para la selección juvenil de El Salvador.
Ya para 1979 jugaba con Atlético Marte, y en la selección mayor se estrenó el día 5 de abril con apenas 16 años, por lo ha ostentado el récord del portero más joven en debutar en el combinado cuscatleco. Guevara participó en la ronda final que tuvo lugar en Tegucigalpa,  Honduras, para decidir a los dos clasificados a la Copa Mundial de Fútbol de 1982. En dicho torneo encajó un gol en los cinco juegos que defendió la meta salvadoreña, y logró junto a sus compañeros el boleto para la copa mundial, la segunda en la historia de El Salvador. Además, su desempeño llamó la atención de clubes extranjeros quienes habrían ofrecido contratarle, pero las autoridades salvadoreñas demoraron el acuerdo para después del campeonato mundial.

### La copa mundial de 1982 y carrera posterior
El Salvador jugó su primer encuentro de la copa mundial ante Hungría en Elche, con Guevara Mora en la portería. Los centroamericanos perdieron con un estrepitoso marcador de diez goles por uno, la peor derrota para un país en la historia de las copas del mundo. Pese a todo, Guevara mantenía optimismo para los siguientes juegos, aunque sus demás compañeros, más experimentados, sabían de la gravedad del resultado. Años después, Guevara adjudicaría la pérdida al desconocimiento del rival y la precaria preparación del equipo.
Terminado el torneo, en el que El Salvador perdería todos los encuentros, Guevara soportó humillaciones por los goles encajados contra Hungría hasta el punto de sufrir persecución hacia su persona. Sin embargo, logró jugar en el extranjero con el Real Murcia de España y Buffalo Stallions de los Estados Unidos entre 1982 y 1983. Retornó a El Salvador entre 1984 y 1989 para prestar sus servicios al Once Lobos, Águila y nuevamente Atlético Marte.
Para el Campeonato Concacaf de 1989 participó en tres juegos de la eliminatoria válida para la copa mundial de 1990, ante Antillas Neerlandesas en la segunda fase preliminar, y ante Costa Rica en la fase final, encuentro que perdieron los cuscatlecos 2:4. Por serias diferencias con las autoridades del fútbol del país, debió trasladarse a Guatemala para jugar en el Xelajú y Aurora FC, entre 1989 y 1993.

### Últimos años en el fútbol
Retornó a El Salvador para vestir por tercera ocasión la camisola del Atlético Marte, entre 1994 y 1996, y posteriormente Alianza FC, entre 1996 y 2000. En ese lapso participó en dos juegos de la clasificación de Concacaf para la Copa Mundial de Fútbol de 1998, ambos contra Panamá. Tras pasar un año sin jugar, el 2002 fue nuevamente parte de las filas del Atlético Marte, pero en esa oportunidad el cuadro capitalino descendió a la Segunda División. Finalizó su carrera con el San Salvador FC, adonde además era entrenador de arqueros.
Personaje polémico y frontal en sus declaraciones, Guevara Mora conquistó siete títulos de campeón: dos con Atlético Marte, Alianza y Aurora de Guatemala, respectivamente; y uno con San Salvador FC. En total, participó en trece juegos de eliminatorias para copas del mundo y tres en copas del mundo, con un estimado de noventa y un juegos en los que vistió la camisola azul y blanco.

## Vida personal
Guevara está casado con Flor de María y la pareja tiene tres hijos: Luis Ricardo, Ana Luisa, y Gabriel Sebastián.

## Clubes
| Club                          | País           | Año       |
| ----------------------------- | -------------- | --------- |
| Club Deportivo Atlético Marte | El Salvador    | 1979-1982 |
| Real Murcia Club de Fútbol    | España         | 1982-1983 |
| Buffalo Stallions             | Estados Unidos | 1983      |
| Club Deportivo Once Lobos     | El Salvador    | 1984      |
| Club Deportivo Águila         | El Salvador    | 1985      |
| Club Deportivo Atlético Marte | El Salvador    | 1986-1988 |
| Xelajú Mario Camposeco        | Guatemala      | 1988-1989 |
| Aurora Fútbol Club            | Guatemala      | 1989-1994 |
| Club Deportivo Atlético Marte | El Salvador    | 1994-1996 |
| Alianza Fútbol Club           | El Salvador    | 1996-2000 |
| Club Deportivo Atlético Marte | El Salvador    | 2002      |
| San Salvador Fútbol Club      | El Salvador    | 2003      |